# Les criatures de Prometeu (Beethoven)
Les criatures de Prometeu (en alemany, Die Geschöpfe des Prometheus), op. 43, és un ballet amb argument del ballarí Salvatore Viganò i música de Ludwig van Beethoven, compost el 1801 i estrenat al Burgtheater de Viena el 28 de març de 1801.
El text no es conserva però sí tota la partitura de Beethoven. El tema principal de l'obertura va ser utilitzat també en la Simfonia núm. 1 i el tema principal de l'últim moviment del ballet va ser utilitzat en el quart moviment de la Simfonia Heroica i en les 15 variacions i fuga per a piano en mi bemoll major, Variacions Heroica, op. 35.

## Estructura
| Les criatures de Prometeu – Overture                                                               |
| |
| NBC Symphony Orchestra dirigida per Arturo Toscanini, enregistrament de 1944                       |
| |
| Les criatures de Prometeu – 14. Andante                                                            |
| |
| Interpretació de Leila Storch (oboè), William McColl (corno di bassetto), i Anita Cummings (piano) |
| |

Las parts del ballet són:
Acte I
Obertura: Adagio - Allegro molto con brio
1. Introducció: Allegro non troppo
2. Poco Adagio - Allegro con brio
3. Adagio - Allegro con brio
4. Allegro vivace

Acte II
1. Maestoso - Andante
2. Adagio - Andante quasi Allegretto
3. Un poco Adagio - Allegro
4. Grave
5. Allegro con brio - Presto
6. Adagio - Allegro molto
7. Pastorale: Allegro
8. Andante
9. Maestoso - Allegro
10. Allegro
11. Andante - Adagio - Allegro
12. Andantino - Adagio - Allegro
13. Finale: Allegretto - Allegro molto - Presto